# Anatemnus
Anatemnus es un género de arácnido del orden Pseudoscorpionida de la familia Atemnidae.

## Especies
Las especies de este género son::
- Anatemnus angustus Redikorzev, 1938
- Anatemnus elongatus (Ellingsen, 1902)
- Anatemnus javanus (Thorell, 1883)
- Anatemnus luzonicus Beier, 1932
- Anatemnus madecassus Beier, 1932
- Anatemnus megasoma (Daday, 1897)
- Anatemnus nilgiricus Beier, 1932
- Anatemnus novaguineensis (With, 1908)
- Anatemnus orlites (Thorell, 1889)
  - Anatemnus orlites major
  - Anatemnus orlites orlites
- Anatemnus oswaldi (Tullgren, 1907)
- Anatemnus pugilatorius Beier, 1965
- Anatemnus rotundus (With, 1906)
- Anatemnus seychellesensis Beier, 1940
  - Anatemnus seychellesensis subindicus
- Anatemnus subindicus (Ellingsen, 1910)
- Anatemnus subvermiformis Redikorzev, 1938
- Anatemnus tonkinensis Beier, 1943
  - Anatemnus tonkinensis vermiformis
  - Anatemnus tonkinensis voeltzkowi
- Anatemnus vermiformis (With, 1906)
- Anatemnus voeltzkowi (Ellingsen, 1908)
- Anatemnus chaozhouensis Hu & Zhang, 2012
- Anatemnus longus